# 転校生 (戯曲)
転校生（てんこうせい）は、平田オリザによる戯曲、およびその舞台化作品。
いつもと変わらない教室に現れた「朝起きたらこの学校の生徒になっていた」という一人の転校生の登場を期に、同時展開で複数の登場人物のセリフが展開していく。何気ない日常に潜む存在の不確かを描き出す群像劇として話題になった。
以来、平田の提唱する「現代口語演劇」理論を体現する代表的作品として認知されている。登場人物が全員高校生という設定のため、高校演劇のバイブル的作品としても多数上演されているほか、商業演劇でも高校生キャストや一般認知度の低い若手キャストを起用して上演されている。
戯曲は1995年に「平田オリザ戯曲集2 転校生」として晩聲社から単行本化され出版されている。

## 主な上演歴

### 1994年（平田オリザ）版
- 平田オリザ演出、青山円形劇場プロデュース、青山円形劇場、1994年11月
- 出演者：青山演劇ワークショップ選抜の女子高校生
第8回青山演劇フェスティバル「女子校生」出展作品
岸田國士戯曲賞選考対象作品[注 1]

### 2007年（飴屋法水）版
- 飴屋法水演出、制作・静岡県舞台芸術センター（SPAC）、静岡芸術劇場、2007年12月1日-2日[2]
- 出演：静岡県の女子高校生
飴屋法水の演出家復帰作品[3]

### 2009年（飴屋法水）版
- 飴屋法水演出、制作・静岡県舞台芸術センター（SPAC）、東京芸術劇場中ホール、2009年3月26日-29日[4]
- 出演：静岡県全域からオーディションで選ばれた女子高校生たち
『フェスティバル/トーキョー09春』参加作品

### 2014年（広田淳一）版
- 広田淳一演出、愛知県穂の国とよはし芸術劇場PLAT アートスペース、2014年11月1日-3日[5]
- 出演：【公募により選ばれた女子高校生】伊藤由佳、奥田咲菜、神村友美、琴屋菜緒子、白井なつ美、白木菜々美、杉高 茗、鈴木彩音、田中友梨奈、中神真智子、西川結実、羽田千尋、花井優海、早瀬さくら、彦坂祐衣、兵藤真世、古田夏帆、松井瀬奈、松尾理代、松坂瑠依、宮本歩（五十音順）

### 2015年（本広克行）版
- 本広克行演出、PARCOプロダクション、Zeppブルーシアター六本木、2015年8月22日-9月6日
- 出演：【21世紀に羽ばたく女優たち】逢沢凛、秋月三佳、芦那すみれ、生田輝、石山蓮華、石渡愛、伊藤優衣、伊藤沙莉、今泉玲奈、折舘早紀、川面千晶、堺小春、坂倉花奈、桜井美南、清水葉月、多賀麻美、永山香月、藤松祥子、南佳奈、森郁月、吉田圭織[6]

### 2019年（本広克行）版
- 本広克行演出、PARCO Produce公演、紀伊國屋ホール、2019年8月17日-27日
- 出演者
〔女子校版〕：【21世紀に羽ばたく21人の女優たち】愛わなび、天野はな、上野鈴華、小熊綸、金井美樹、川﨑珠莉、川嶋由莉、齋藤かなこ、榊原有那、指出瑞貴、里内伽奈、澤田美紀、田中真由、西村美紗、根矢涼香、羽瀬川なぎ、廣瀬詩映莉、藤谷理子、星野梨華、増澤璃凜子、桃月なしこ
〔男子校版〕：【21世紀に羽ばたく21人の男優たち】足立英、荒澤守、荒田至法、飯阪翔、伊藤凜、岩井克之、宇野拓、梅田優作、遠藤龍希、狩野健斗、河合拳士朗、河口勇太朗、佐瀬清隆、佐藤雄大、田中俊介、中嶋海央、長畑勝己、那須一南、広田亮平、松本翔太郎、松谷優輝[7]

女子高校生たちを描いた従来版（女子校版）に加え、初めて「男子校版」と称して登場人物を男子高校生に置き換えた脚本を設定（翻案は平田オリザ自らによるもの）し、男女それぞれのキャストによる公演が行われた。

#### スクリーン上映
- 『ええじゃないかとよはし映画祭2020』（穂の国とよはし芸術劇場PLAT アートスペース、2020年3月13-15日）上映作品[8][9]

### 2019年（山本タカ）版
- 山本タカ演出、愛知県穂の国とよはし芸術劇場PLAT アートスペース、2019年11月2日-4日[10]
- 出演：【オーディションにより選ばれた高校生】青木友香、赤石さくら、石渡愛乃、稲子朋花、氏原小百合、加我羽菜、上井戸美月、清田晃希、粂日菜美、黒田花日、白柳礼司、鈴木伸乃香、孫釉梛、田邊麻尋、津村琴美、富永愛加莉、長谷川七虹、原田有萌、平田舞那、藤田理子、松井茜里（五十音順）[11]

従来の作品は女子高校生だけであったが登場人物に2名男子を設定した。

## 単行本
- 「平田オリザ戯曲集2 転校生」（1995年、晩聲社・刊、ISBN 978-4891882495）